# Colne (Lancashire)
Pour les articles homonymes, voir Colne.
Colne est une ville anglaise située dans le Lancashire. Sa population est de 18 806 habitants en 2011.

## Géographie
Elle est située à 45 km au Sud-Est de Lancaster.

## Histoire
Au XVIIIe siècle, l'industrie des tissus de coton y a remplacé celle des lainages qui datait de 1311.
Les exploitations de houilles y commencèrent au XIVe siècle.